# Surwakane

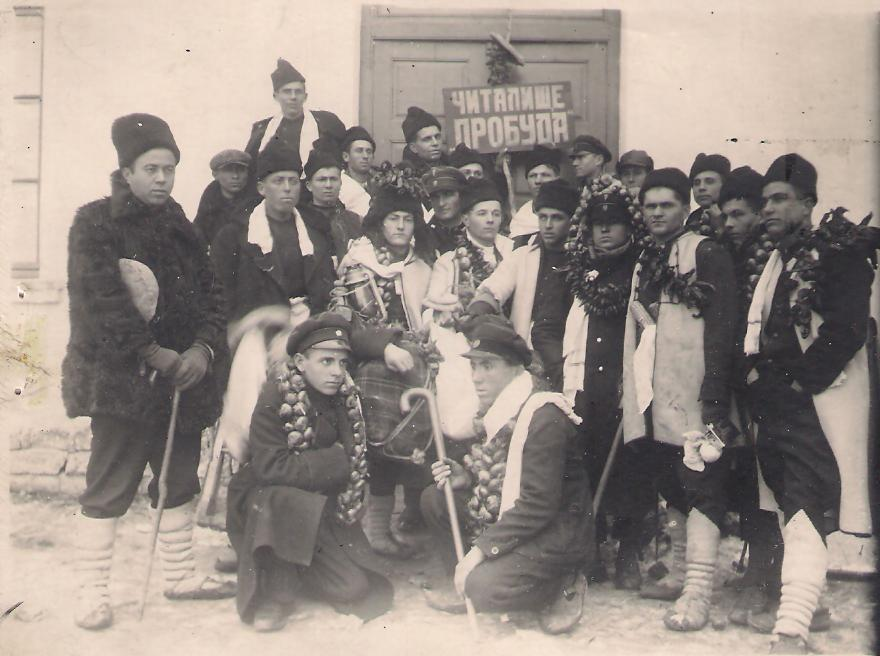
Kolędnicy bułgarscy

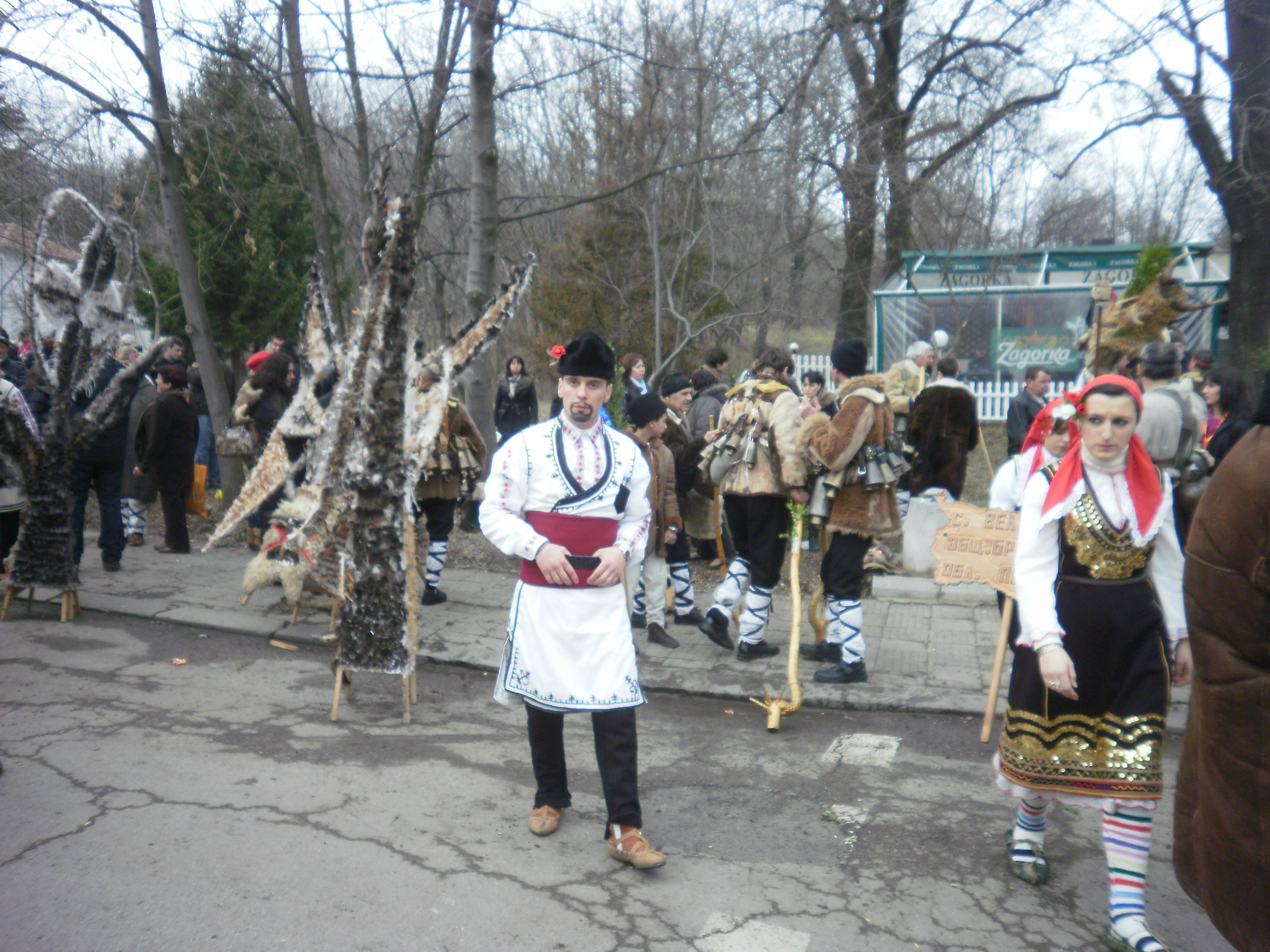
Kolędnicy Surwakari

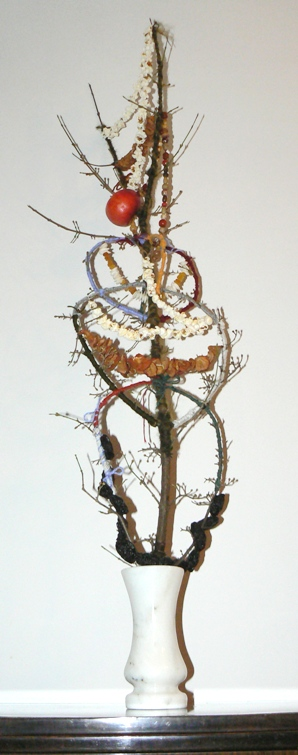
Surwaknica/Surwakane/Surwaczka – rytualna gałąź kolędników

Surwakane (bułg. Cypвaкaнe) – noworoczna tradycja w Bułgarii, gdzie główną rolę pełnią obecnie młodociani karnawałowi kolędnicy – koledari zwani Surwakari – posługujący się rytualnymi ozdobionymi gałęziami (surwakane, surwaknica, surwaczka). Surwakane/surwaczki robi się z gałązek derenia (formowanych w koła i doczepionych do głównej gałązki), dekorując je wstążkami, koralikami, suszonymi owocami, prażoną kukurydzą, monetami oraz białymi i czerwonymi kulkami wełny. Odwiedzani przez grupę w Nowy Rok mieszkańcy (zwykle już po godzinie 24:00, gdy rozpoczyna się nowy rok) mogą spodziewać się obicia pleców właśnie surwaczkami, co według tradycji ma przynieść obitym oraz całemu gospodarstwu szczęście i dobrobyt. 
Chłopcy składają życzenia (Surwa, Surwa Godina, Czestita Nowa Godina („Szczęśliwego Nowego Roku”)) i otrzymują w podzięce dary: noworoczne pieczywo, owoce, orzechy itp. W Rodopach Surwakari, odwiedzając domy, zostawiają przy ognisku ciężkie kamienie symbolizujące domowy skarb. 
Dawniej, gdy skład grup stanowili młodzi mężczyźni, kolędnicy odwiedzali przede wszystkim domy dziewcząt, głównie swoich narzeczonych: tam po zwyczajowych życzeniach i wręczeniu flaszki wina i pieczywa gospodarzowi domu otrzymywali od ukochanych podarunki. Po wsi chodziły też Surwakari-dzieci, które od starszych kolegów dostawały pług (chłopcy) i kądziel (dziewczynki). Na koniec obchodu Surwakari urządzają zabawę z poczęstunkiem, tańcami i ogniskiem.
Zwyczaj czasem nazywany jest „kotkami” lub „kotami”, ponieważ nocni goście dają znać „miauczeniem” o swoim nadejściu.
Do końca pierwszej dekady XX wieku to żonaci starsi mężczyźni tworzyli grupy Surwakari. Były one większe (do 12 osób) i pilnowały swoich tras, by się nie spotkać, gdyż groziło to zaciętą walką oraz wróżyło wsi nieszczęście (grad, nieurodzaj).  
W grupie pojawiają się również inne figury, jak np. niedźwiedź (jeśli akurat społeczność ma taki kostium), także swaci, rodzice pary młodej, doktor albo pielęgniarka czy Cygan. Role te odgrywane są przez mężczyzn, a ich zestawienie wykazuje wyraźne cechy karnawałowego już, a nie bożonarodzeniowego, obrzędu
Kolędowanie Surwakari poprzedzają pochody zamaskowanych, obwieszonych dzwonkami dorosłych przebierańców, tzw. Starców (te postacie przebierańców można zestawić z wiosennymi Kukierami), którzy następnego dnia również obchodzą domy z życzeniami noworocznymi.
Nocną wędrówkę z życzeniami noworocznymi można porównać do przemarszu polskich Jukacy chodzących po dzielnicy Żywiec-Zabłocie od 23:00 w noc sylwestrową do 5:00 w Nowy Rok.